# Gillie Callum

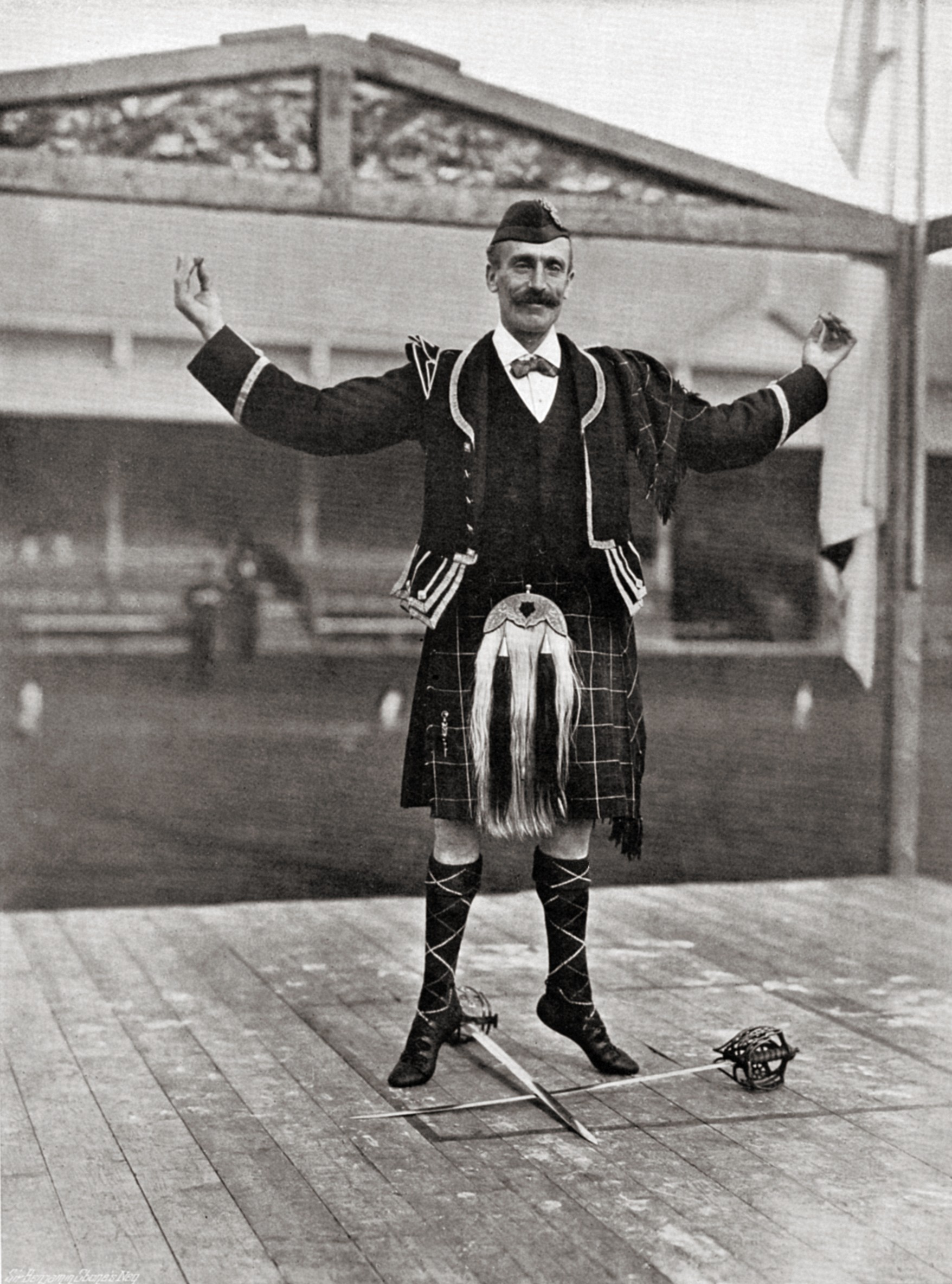
Aufführung des Gillie Callum beim Inverness Gathering, um 1900

Gillie Callum, auch Sword Dance oder kurz The Swords genannt, ist ein schottischer Solo-Schwerttanz aus dem Highland Dancing. Von den meisten anderen Schwerttänzen unterscheidet er sich durch folgende Eigenschaft in der Choreografie: Der Tänzer hält die Schwerter nicht in der Hand, sondern sie liegen gekreuzt auf dem Boden. Darüber wird ohne eine Berührung – grundsätzlich zum gleichnamigen Musikstück und meist von einem Dudelsackspieler live gespielt – getanzt.
Der Name des Tanzes wurde vom Musikstück übernommen, es sind die ersten zwei Worte des Textes. Es existieren zahlreiche Schreibweisen: Gillie Callum, Ghillie Callum, Gille Calum (gälisch „der Bursche Malcolm“) oder Gillie Chalium, Gillie Chaluim, Gille Caluim („Malcolms Diener“), Keelum Kallum und viele andere. Gille bedeutet „Junge, Bursche, junger Mann“, auch „Diener“; Calum, Genitiv Caluim, ist die gälische Form des Vornamens Malcolm.
Eine Variante ist der Argyle Broadsword Dance, bei dem vier Tänzer um vier kreuzförmig auf dem Boden liegende Schwerter tanzen. Andere erstaunlich ähnliche Tänze, die über gekreuzten Gegenständen getanzt werden, gibt es auch in Irland und England unter den Namen Pater-o-pee oder Bacca pipes.

## Highland Dancing

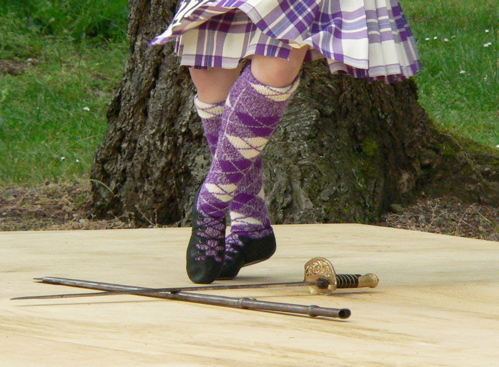
Moderner Sword Dance

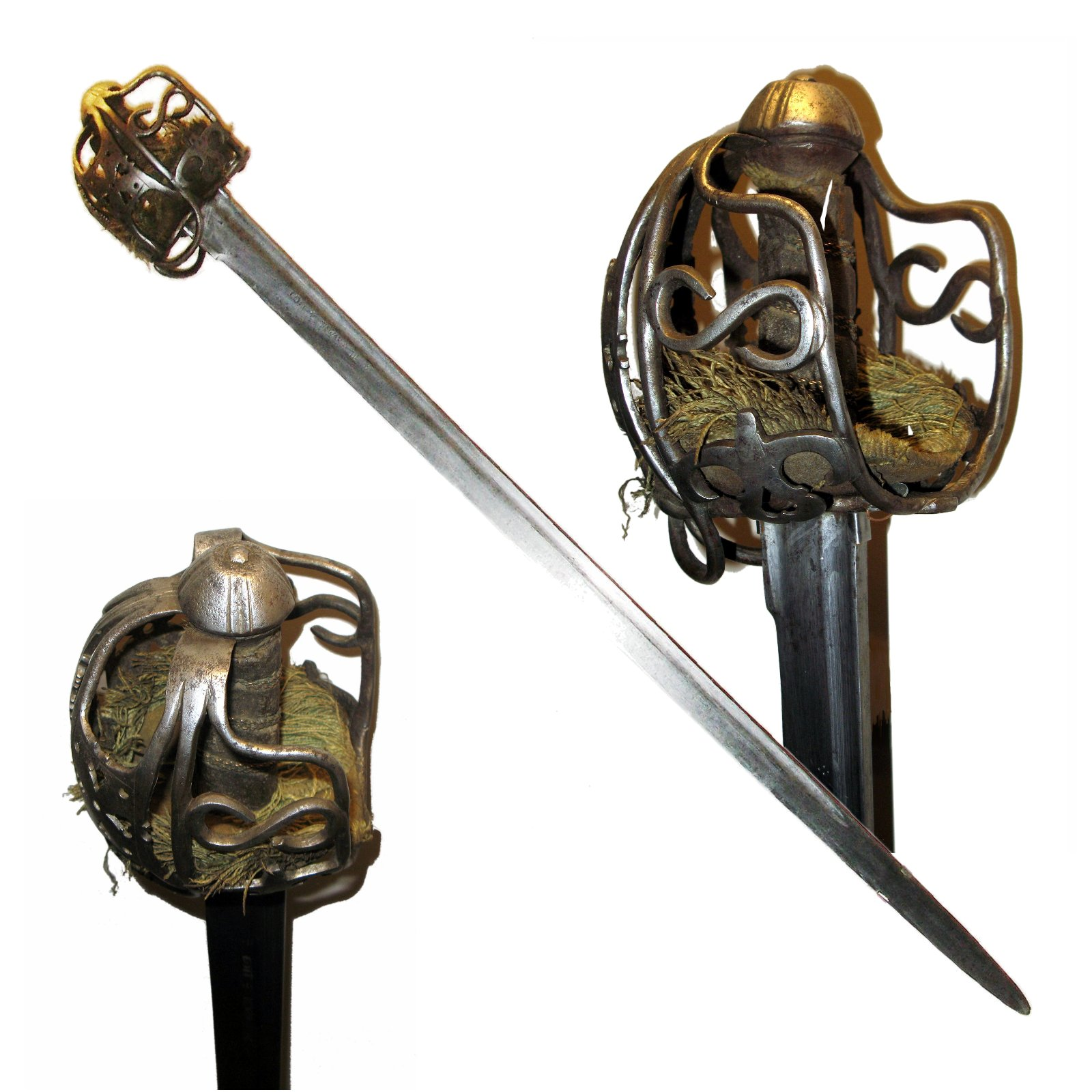
Schottisches broadsword

Der Schwerttanz, den man heute auf Highland Games und Highland-Dance-Wettbewerben sehen kann, wird von einem Tänzer über zwei gekreuzt am Boden liegenden schottischen Breitschwertern getanzt. Der Tänzer steht dabei teils außerhalb der Schwerter, teils in den vier durch die Klingen getrennten Feldern („inside“ the swords).
Der Tanz besteht aus vier bis maximal sechs Steps, von denen die ersten langsam, die letzten ein oder zwei schneller getanzt werden. Das vom Scottish Official Board of Highland Dancing (SOBHD) empfohlene Tempo beträgt heute 104–116 bpm für den langsamen und 120–144 bpm für den schnellen Teil. Während jedes Steps bewegt sich der Tänzer einmal gegen den Uhrzeigersinn um die Schwerter herum.
Es gibt heute acht vom SOBHD anerkannte Steps (Tanzabschnitte von je 16 Takten Länge), aus denen jeweils bis zu sechs ausgewählt werden:
- First Step: Addressing the Swords
- Second Step: Open Pas de Basque
- Third Step: Toe and Heel
- Fourth Step: Pointing
- Fifth Step: Diagonal Points
- Sixth Step: Reverse Points
- Seventh Step: Open Pas de Basque (Quickstep)
- Eighth Step: Crossing and Pointing (Quickstep)

## Geschichte
Schottische Schwerttänze anderer Art werden bereits im Mittelalter erwähnt. Die älteste Quelle ist Walter Bowers Scotichronicon von 1440: Bei der Hochzeit Alexanders III. mit Yolande de Dreux in Jedburgh am 14. Oktober 1285 wurde ein Kriegstanz von mehreren Tänzern zu Dudelsackmusik vorgeführt. („At the head of this procession were the skilled musicians with many sorts of pipe music including the music of bagpipes, and behind them others splendidly performing a war-dance with intricate weaving in and out.“) Dieser Tanz erinnert an die englischen Rapper Sword Dances oder Long Sword Dances; mit dem Gillie Callum hat er keinerlei Ähnlichkeit.
Der Gillie Callum wird erst im 19. Jahrhundert erwähnt. Die älteste Beschreibung stammt aus dem Jahr 1804:

Gille Callum da’ pheigin, is generally danced by one man, who performs it with great address over a naked broad-sword laid on the floor; this dance is sometimes danced by two, three, or four men, but when so done they do not reel, but only change place.

Der Tanz wurde nicht nur von Männern getanzt, sondern auch von Frauen und Mädchen, wie hier von der siebenjährigen Elizabeth Grant of Rothiemurchus; sie schreibt in ihren Memoiren zum gleichen Jahr:

“We were often over at Kinrara, the Duchess having perpetual dances, either in the drawing-room or the servants’ hall, and my father returning these entertainments in the same style. A few candles lighted up bare walls at short warning, fiddles and whisky punch were always at hand, and the gentles and simples reeled away in company until the ladies thought the scene becoming more boisterous than they liked remaining in nothing more, however a Highlander never forgets his place, never loses his native inborn politeness, never presumes upon favour. We children sometimes displayed our accomplishments on these occasions in a prominent manner, to the delight, at any rate of our dancing-master. Lady Jane was really clever in the Gillie Callum and the Shean Trews, I little behind her in the single and double fling, the shuffle and heel-and-toe step. The boys were more blundering, and had to bear the good-natured laugh of many a hard-working lass and lad who, after the toil of the day, footed it neatly and lightly in the ball-room till near midnight..”

Bei Highland-Dance-Wettbewerben und Vorführungen, die bereits seit 1783 im Zusammenhang mit Pipe-Wettbewerben stattfanden, wurde der Schwerttanz Gillie Callum erstmals 1832 getanzt. Dies war das erste Mal, dass der Tanz in den Lowlands zu sehen war. Der Tanz wurde damals „alt“ (ancient) genannt:

“The ancient Ghillie Challaim or sword dance over two naked swords was peculiarly gratifying, and was performed by John MacKay with a degree of precision and ease altogether extraordinary, considering the intricacy of the figure and the rapidity of the motions.”

Die älteste erhaltene Beschreibung der einzelnen Steps stammt aus dem Jahr 1881. In dieser Beschreibung wurden die Schwerter, anders als heute, im Uhrzeigersinn umtanzt.
Mit dem Tanz sind zahlreiche unbelegte Überlieferungen verbunden. So soll der Tanz auf Malcolm Canmore zurückgehen, der nach dem Sieg über einen von Macbeths Offizieren im Jahr 1054 sein Schwert quer über das des Besiegten legte und darüber tanzte. Weiter wird erzählt, der Tanz wurde von Hochland-Kriegern vor einer Schlacht getanzt, wobei es als schlechtes Zeichen für den Ausgang der Schlacht galt, wenn der Tänzer die Schwerter mit dem Fuß berührte.

## Pater-o-pee und Bacca Pipes
In Süd- und Mittelengland wurde ein sehr ähnlicher Tanz über gekreuzten Peitschen, Dreschflegeln, Stöcken, Besen oder den langen tönernen Tabakspfeifen getanzt. Dieser Tanz, eine Form der Jig, also ein Solo-Stepptanz, wurde manchmal pater-o-pee (auch pater o’pee) genannt, womit möglicherweise lautmalerisch das Klopfen der Füße auf den Boden wiedergegeben werden soll.
Der pater-o-pee wurde Anfang des 19. Jahrhunderts auch in Irland getanzt, wie in diesem Bericht von William Hamilton Maxwell:

“I looked out; the boys and girls had left the floor, the men settling themselves on the colliaghs, empty casks, and turf cleaves, while the ladies were comfortably accomodated upon their partners’ knees. One gentleman alone was standing. Presently two sticks were laid cross-wise on the ground; the pipes struck up an unusual sort of jig, and the feat commenced. “This,” said my kinsman, “is called the ‘pater-o-pee,’ and none but an accomplished dancer would attempt it.” To describe this dance would be impossible: it consisted of an eternal hopping into the small compartments formed by the crossing of the cudgels on the floor, without touching the sticks.”

Eine weitere, Bacca Pipes genannte Form ist eine Solo-Jig aus dem Morris Dance, die über gekreuzten Tonpfeifen getanzt wird.
Ein Zusammenhang zwischen diesen Tänzen und dem Gillie Callum drängt sich auf; die Encyclopædia Britannica bezeichnet sie als verwandt. Welcher Tanz von welchem abgeleitet ist, ist nicht klar.

## Die Melodie
Die Melodie Gillie Callum ist älter als der Tanz. Die ältesten Aufzeichnungen der Melodie erschienen um 1735: in einem Manuskript mit Reels von David Young als Gillecallum und in zwei gedruckten Sammlungen von John Walsh als Gillium Callum.
Der Titel ist abgeleitet vom zugehörigen Puirt-a-beul-Text:
Gille Callum dà pheighinn,

Gille Callum dà pheighinn,

Dà pheighinn, dà pheighinn,

Gille Callum bonn-a-sia!
Gille Callum zwei Pennys,

Gille Callum zwei Pennys,

Zwei Pennys, zwei Pennys,

Gille Callum ein Sixpence!
Es existieren viele regionale Varianten des Textes, die nur diese erste Strophe gemeinsam haben. Dieser Gillie Calum soll nach einer verbreiteten Ansicht der König Malcolm Canmore gewesen sein, das genannte Geld soll sich auf eine von ihm eingeführte Steuer beziehen. Diese Überlieferung ist aber völlig unbelegt. Eine dem Sixpence entsprechende Münze gab es in Schottland erst seit 1400, der eigentliche Sixpence wurde in England erst 1551 eingeführt.
Die Melodie ist ein nicht ganz typischer Reel, der in späteren Sammlungen teils als Reel, teils als Strathspey klassifiziert wird. Heute wird der langsame Teil oft als Strathspey, der schnelle Schluss als Reel gespielt.

Gille Calum in einer Strathspey-artigen Version